# 荒木由美子
荒木由美子（日语：あらき ゆみこ，本名樱井由美子，1960年1月25日—）为日本女演員，出生于日本九州佐贺县神埼郡神埼町（現神埼市）。

## 出演
- 排球女将 饰 小鹿纯子 （1979）

## 歌曲
《穿越大海》（1977）